# Fonds citoyen franco-allemand
Vous pouvez aider à l'améliorer ou bien discuter des problèmes sur sa page de discussion.
- Il ne cite pas suffisamment ses sources. Vous pouvez indiquer les passages à sourcer avec {{référence nécessaire}} ou {{Référence souhaitée}}, et inclure les références utiles en les liant aux notes de bas de page. (Marqué depuis septembre 2022)
- Son texte doit être wikifié : il ne correspond pas à la mise en forme Wikipédia (style, typographie, liens internes, liens entre les wikis, etc.). (Marqué depuis septembre 2022)

- Archive Wikiwix
- Bing
- Cairn
- DuckDuckGo
- E. Universalis
- Gallica
- Google
- G. Books
- G. News
- G. Scholar
- Persée
- Qwant
- (zh) Baidu
- (ru) Yandex
- (wd) trouver des œuvres sur Wikidata

Le Fonds citoyen franco-allemand en allemand : Deutsch-Französischer Bürgerfonds est l’une des mesures phares du traité d’Aix-la-Chapelle sur la coopération et l'intégration franco-allemandes signé en 2019 entre la France et l’Allemagne.
Il est annoncé dans l'article 12 de ce traité : « Les deux États instituent un Fonds citoyen commun destiné à encourager et à soutenir les initiatives de citoyens et les jumelages entre villes dans le but de rapprocher encore leurs deux peuples. »
Le Fonds citoyen conseille, met en réseau et finance les projets qui mettent en lumière l’amitié franco-allemande et l’Europe. Il soutient des projets de toutes tailles aux thèmes et formats variés et s’adresse à l’ensemble des acteurs de la société civile.
La mise en œuvre de sa phase pilote de trois ans est assurée par l’Office franco-allemand pour la jeunesse (OFAJ). Le Fonds citoyen est financé à parts égales par le ministère de l'Éducation nationale et de la Jeunesse en France, et par le ministère fédéral allemand de la Famille, des Personnes âgées, des Femmes et de la Jeunesse.
Lancé en avril 2020, il est doté d’un budget de 5 millions d’euros pour l’année 2022 après son doublement budgétaire en juin de cette même année. Benjamin Kurc est son responsable depuis octobre 2020. L’équipe du Fonds citoyen est répartie entre Paris et Berlin.

## Missions, objectifs, valeurs
Le Fonds citoyen se veut accessible à toutes et à tous. Pour cela il soutient des projets divers et variés mettant en avant les jumelages, les partenariats régionaux, sans condition d’âge ni de compétences linguistiques afin de construire des ponts entre les citoyens de France et d’Allemagne.

## Actions

### Financement
Le Fonds citoyen est avant tout un outil de financement pour des projets franco-allemands menés par des citoyennes et citoyens de France et d'Allemagne. Il finance par exemple les projets d’échanges, événements, projets numériques dans les domaines tels que l’Europe, la culture, le sport ou encore la diversité.
Les organisations éligibles à une subvention du Fonds citoyen sont :
- les associations,
- les comités de jumelages,
- les communes et collectivités territoriales,
- les institutions scientifiques,
- les centres de formation,
- les acteurs de l’économie sociale et solidaire,
- les fondations,
- les initiatives citoyennes et les groupes informels (à partir de 3 personnes).

Le Fonds citoyen propose 4 catégories de financement :
1. ≤ 5 000 €
2. ≤ 10 000 €
3. ≤ 50 000 €
4. > 50 000 € ; cette hauteur de subvention concerne les projets phares du Fonds citoyen.

Il est possible de déposer une demande de subvention toute l’année. Le financement couvre jusqu’à 80 % des frais et concerne les frais de voyage, de séjour, d’organisation, de matériel, de formation continue et d’honoraires. Pour encourager des projets franco-allemands sur des thèmes particuliers, le Fonds citoyen publie plusieurs appels à projets chaque année.

### Conseil
Le Fonds citoyen conseille les personnes souhaitant s’engager avec un projet franco-allemand. Cet accompagnement est assuré par l’équipe du Fonds citoyen ainsi que par le réseau des Référentes et Référents régionaux. Ceux-ci sont repartis partout en France et en Allemagne pour ancrer le Fonds citoyen dans les territoires. Ils peuvent conseiller les porteurs de projet tout au long de la procédure de demande de subvention : la planification du budget, la préparation du programme, la demande de subvention.

### Mise en réseau
Sur son site internet le Fonds citoyen franco-allemand répertorie des structures de France et d’Allemagne afin de faciliter la recherche de partenaire pour un projet. Il est possible de créer son profil afin de faire répertorier sa structure.

## Organisation
N’ayant pas de statut de personne juridique pendant sa phase pilote, le Fonds citoyen est dans un premier temps rattaché à l’OFAJ, organisation internationale dirigée par deux secrétaires généraux. Ces derniers sont nommés respectivement par les gouvernements français et allemand.
Le Fonds citoyen est accompagné d’un Conseil d’orientation composé de 20 représentantes et représentants de la société civile, d’organisations franco-allemandes et d’institutions publiques :
- Le Mouvement associatif
- Fédération sportive et culturelle de France (FSCF)
- Association Française du Conseil des Communes et Régions d'Europe (AFCCRE)
- Fédération nationale des centres d’information des droits des femmes et des familles (FNCIDFF)
- Fédération française d’enseignement et pratiques artistiques (FFEA)
- Fédération des associations franco-allemandes pour l’Europe (FAFA)
- Office franco-allemand pour la jeunesse (OFAJ)
- Ministère de l’Éducation nationale, de la Jeunesse et du Sport (MENJS) / Direction de la jeunesse, de l’éducation populaire et de la vie associative (DJEPVA)
- Ministère de l’Europe et des Affaires étrangères (MEAE)
- Ministère de la culture[Lequel ?]
- Bundesnetzwerk Bürgerschaftliches Engagement (BBE)
- Deutscher Olympischer Sportbund (DOSB)
- Deutsch-Französischer Ausschuss im Rat der Gemeinden und Regionen Europas (DFA im RGRE)
- Deutscher Feuerwehrverband
- Deutscher Naturschutzring (DNR)
- Vereinigung Deutsch-Französischer Gesellschaften für Europa e. V. (VDFG)
- Institut franco-allemand
- Ministère fédéral de la Famille (Allemagne)
- Auswärtiges Amt (AA)
- Plénipotentiaire de la République fédérale d'Allemagne chargé des relations culturelles franco-allemandes

## Quelques chiffres
Courant 2022, le Fonds citoyen a publié son tout premier rapport d’activité et d’impact sur 2020-2021. Ce rapport, en plus de présenter le Fonds citoyen et ses actions en détail, présente quelques chiffres clés sur les deux premières années d’existence du Fonds citoyen.
Malgré son lancement durant la crise sanitaire, 433 projets franco-allemands ont été soutenus entre avril 2020 et décembre 2021. Il soutient au 6 septembre 2022 son 1000e projet : un voyage citoyen entre Beuel et Mirecourt.